# الحوت المنقاري لهكتور
الحوت المنقاري لهكتور (الاسم العلمي: Mesoplodon hectori) هو نوع من الحيتانيات، يتبع جنس حيتان مركزية الأسنان.